# RER (イル＝ド＝フランス)
イル＝ド＝フランス地域圏急行鉄道網（イル＝ド＝フランスちいきけんきゅうこうてつどうもう、フランス語: Réseau express régional d'Île-de-France）、通称RER（エールウエール、発音: [ɛʁ.ə.ɛʁ]）は、フランスのパリとその大都市圏（イル＝ド＝フランス地域圏）で運行されている鉄道ネットワーク。トランシリアンと呼ばれる地域ネットワークの一部。

## 概要
パリのRERは、パリ市内と郊外の各方面を結んでおり、市内では、メトロより停車駅が少ない急行地下鉄として機能している。RERが実際に運行されているのは、フランスではパリのみである。
パリのRERの起源は、ソー(Sceaux)線およびバスティーユ(Bastille)の鉄道をはじめとする19世紀に建設された郊外路線と、1960年代に建設されたラ・デファンス(La Défense)線などパリ都心部の大深度地下を経由する路線などがあり、その路線網には新旧の鉄道が混在している。最新のE線は、1999年に運転を開始しており、さらに延伸の構想もある。
郊外線と都心の地下線を直通運転するという方式は利便性が高く、これによって移動時間が大きく短縮された。これは、東京の国鉄・私鉄線と地下鉄線の相互乗り入れで、郊外から都心へ乗り換えなしで行ける運行方式が参考にされたともいわれている。
RERはフランス国鉄と同様に左側通行を採用している。これは右側通行のメトロとは反対である。
メトロの駅がスタシオン(station)と呼ばれるのに対し、RERの駅は一般の国鉄駅同様ガール(gare)と呼ばれる。ただし市内の駅はメトロ同様スタシオンと呼ばれることもある。
乗客数の規模は世界有数で、例えばA線は1日の利用者数100万人以上であり、ラッシュ時には10両編成・約2分間隔の運転となっている。
なおRERの治安は、郊外の沿線の問題もあり、メトロより悪いとされる（バンリューも参照）。駅構内はメトロより薄暗く、路線も分岐や合流が多いため行き先が複雑で、注意を要する。

## 路線

RERの全路線図

2009年現在、A線、B線、C線、D線、E線の5路線がある。路線総延長は587キロで、257駅（うち33駅がパリ市内に存在）を有し、そのうち76.5キロは地下区間である。
| 路線 | 路線 | 開業年 | キロ程 | 駅数 | 区間                                                                                           | 区間                                                                             |
| 路線 | 路線 | 開業年 | キロ程 | 駅数 | 起点                                                                                           | 終点                                                                             |
| ---- | ---- | ------ | ------ | ---- | ---------------------------------------------------------------------------------------------- | -------------------------------------------------------------------------------- |
|      | A線  | 1977年 | 109km  | 46   | セルジー・ル・オー駅 ／ ポワシー駅 ／ サン＝ジェルマン＝アン＝レー駅                           | ボワシー＝サン＝レジェ駅 ／ マルヌ＝ラ＝ヴァレ・シェシー駅                       |
|      | B線  | 1977年 | 80km   | 47   | ロバンソン駅 ／ サン＝レミ＝レ＝シュヴルーズ駅                                                 | シャルル・ド・ゴール空港第2TGV駅 ／ ミトリー＝クレイ駅                           |
|      | C線  | 1979年 | 162km  | 75   | ポントワーズ駅 ／ ヴェルサイユ＝シャトー＝リヴ＝ゴーシュ駅 ／ サンカンタン＝アン＝イヴリーヌ駅 | サン＝マルテン＝デタンプ駅 ／ ドゥルダン＝ラ＝フォレー駅 ／ マッシー・パレゾー駅 |
|      | D線  | 1987年 | 197km  | 59   | クレイル駅                                                                                     | ムラン駅 ／ マレゼルボワ駅                                                       |
|      | E線  | 1999年 | 60km   | 25   | ナンテール＝ラ・フォリー駅                                                                     | シェル・グルネー駅 ／ トゥルナン駅                                               |

なお、パリ市内で国鉄の長距離列車の起終点となっている主要ターミナル駅のうち、モンパルナス駅以外は、RERの駅と直結されている。モンパルナス駅を発着するTGV大西洋線はマッシー・パレゾー(Massy-Palaiseau)駅の北方でRER路線と交差する。
各線の主な目的地としては以下のとおりである。
- A線：ディズニーランド・パリ、ラ ヴァレー La Vallee （アウトレットモール）、ラ・デファンス、サン＝ジェルマン＝アン＝レー 、ポワシー（サヴォア邸）
- B線：シャルル・ド・ゴール国際空港、オルリー空港、サン＝ドニ（サン＝ドニ大聖堂、スタッド・ド・フランス）
- C線：ヴェルサイユ（ヴェルサイユ宮殿）、ポントワーズ

### ダイヤ
昼間時は、おおむねパリの都心から15～20キロ圏で10～15分間隔、40～50キロ圏で20～30分間隔が確保されている。ラッシュ時にはこれより本数が倍増し、各系統が集中する都心部の地下区間では、最短2分間隔である。

### 運営
RERの運営主体は、A線の大部分及びB線のパリ北駅以南はパリ交通公団（RATP）であり、C線、D線、E線とA線の西部郊外の一部支線、B線のパリ北駅以北はフランス国鉄 (SNCF)のパリ近郊輸送部門「トランシリアン」（Transilien）である。両者の間では、相互乗り入れが行われている。

### 車両
すべてクロスシート車両で、2階建車両も多用されており、座席数の確保が図られている。車両規格はSNCFの都市間路線と同様で、全長25 ｍ前後の大型の車体である。編成は通常8 - 10両で、週末や夜間などは4 - 5両に短縮されるものもある。近年は、2階建・3扉（2 m幅）という特徴的な設計の車両（Z22500、MI2N、MI09）も導入され、着席定員の増加と乗降時間の短縮の両立を目指している。

## 歴史

### 19世紀の郊外路線
パリと郊外を結ぶ鉄道は19世紀半ばに相次いで開業したが、これらのターミナル駅は方面別、会社別に分かれており、当時のパリ市街の周縁部に位置していた。ターミナル駅と都心部との連絡やターミナル駅相互間の乗換は乗合馬車や馬車軌道、路面電車に頼っていた。19世紀末になるとこれらの交通機関の混雑が問題となり、特に1889年の万国博覧会では大きな課題として残った。1900年の万博を控えて、パリ市内に新たな鉄道路線を建設する案がいくつか提案され、その中には郊外路線を地下線や高架線で中心部まで乗り入れさせ、相互に直通させるというものもあった。
1895年にはパリ・オルレアン鉄道の郊外路線の一つソー線（現RER B線の南部）がパリ南部のダンフェール＝ロシュロー駅から中心部に近いリュクサンブール駅まで乗り入れ、この結果ソー線の利用者は約30%増加した。続いて1900年にはパリ・オルレアン鉄道がオステルリッツ駅からオルセー駅へ、西部鉄道がシャン・ド・マルス駅からアンヴァリッド駅へ（ともに現RER C線の一部）と延伸された。ただしこれらの3路線は相互に接続されてはいなかった。またこれら以外の郊外路線の都心部への乗り入れは行われず、市内の交通は独立した路線網であるメトロによって担われることになる。

### 都心直通の計画と中断
メトロの整備が一段落した1930年代には改めて郊外路線の都心乗り入れ、相互直通が検討された。この時新規に建設が計画されたのは以下の3路線である。
- 南北線 : 北駅 - リュクサンブール駅、オステルリッツ駅、モンパルナス駅
- 東西線 : サン・ラザール駅 - リヨン駅、ヴァンセンヌ線（現RER A線東部）
- 南東-南西線 : オルセー駅 - アンヴァリッド駅

路線網は"Métropolitan Express"と呼ばれ、メトロの運営会社CMP（RATPの前身）によって運行される計画であった。このため、1938年のフランス国鉄(SNCF)発足時にパリ・オルレアン鉄道のソー線はSNCFではなくCMPに引き継がれている。しかし財政難から着工に至らないまま、第二次世界大戦の勃発によって計画は中止された。

### 戦後の計画再開
郊外線の都心乗り入れ計画は、RATPによって、1950年代になって再び検討されるようになった。路線網は1930年代の計画に近いが、ラ・デファンス地区の開発、中央市場の郊外移転と跡地再開発（シャトレ＝レ・アル駅）、パリ北の新空港（現シャルル・ド・ゴール国際空港）へのアクセス、郊外のニュータウンの建設等、戦後にパリ首都圏で実施された新たな都市計画に対応したものとされた。

### RERの開業
郊外線をパリ都心部に乗り入れるための地下新線の建設が開始され、1969年のヴァンセンヌ線のナシオン駅乗り入れの時から「RER」の名称が公式に用いられるようになった。
1977年にはA線の地下区間が全通し、パリの都心部を横断し東西の郊外を直通する運転が開始された。同時に南北方向の地下線が新設されることで、既存のソー線が都心に乗り入れてB線となり、両線はシャトレ＝レ・アル駅で接続された。
その後、SNCFの既存の郊外路線も、都心の地下線と結ばれて直通運転を開始し、RERの路線網に組み入れられていった。また、ニュータウン開発などにあわせて、郊外で新設された路線もある。
1979年、セーヌ川左岸線のアンヴァリッド駅とミュゼ・ドルセー駅間の地下新線開通と東西の直通運転開始によりC線が、1987年にパリ北駅からの地上郊外線と都心への地下線の直結により D線が、1999年にパリ東駅とサン・ラザール駅間の地下新線開通によりE線が、それぞれ開業した。

## ギャラリー
|  |  |  |  |
|  |  |  |  |
|  |  |  |  |